# Patrick Posing
Patrick Posing (9 september 1971) is een voormalig voetballer uit Luxemburg. Hij speelde als middenvelder gedurende zijn carrière, voor achtereenvolgens Sporting Mertzig, Avenir Beggen en Etzella Ettelbruck. Posing dwong met die laatste club tweemaal (2000 en 2003) promotie af naar de hoogste divisie van het Luxemburgse voetbal, de Nationaldivisioun.

## Interlandcarrière
Posing kwam in totaal 29 keer (nul doelpunten) uit voor de nationale ploeg van Luxemburg in de periode 1996 – 2003. Hij maakte zijn debuut op 8 oktober 1996 in de WK-kwalificatiewedstrijd tegen Bulgarije, die met 2-1 verloren ging. Hij moest in dat duel na rust plaatsmaken voor Claude Ganser. Zijn 29ste en laatste interland speelde Posing op 29 augustus 2003 tegen Malta (1-1). In dat duel viel hij na 78 minuten in voor Sébastien Rémy.

## Erelijst
Etzella Ettelbruck
- Kampioen Tweede Divisie

2000, 2003
- Beker van Luxemburg

2001